# محمد أمين الخانجي
 محمد أمين بن عبد العزيز الخانجي، المعروف بـ «الخانجي» (1282 - 1358 هـ/ 1865 - 1939م) هو كاتب وعالم بالمخطوطات وأماكن وجودها، سوري من مواليد مدينة حلب، عمل في بعض وظائفها ثم انتقل إلى القاهرة 1885 واشتغل فيها بتجارة الكتب، وجلب الكثير من الكتب القيمة من سوريا ونشر عددًا كبيرًا منها، أهمّها: «معجم البلدان» لياقوت الحموي، و«تاريخ بغداد» للخطيب البغدادي، وما زالت مكتبته بها تحمل اسمه إلى الآن، وشهرتها الاتِّجار بالكتب القديمة والنادرة.

## سيرته
محمد أمين الخانجي ولد في مدينة حلب عام 1865م، لأسرة عريقة النسب من السادة الحسينيين، نشر أكثر من 370 كتابًا ورسالة، ونسخ بعض الكتب فأولع بالمخطوطات، انتقل في عام 1885 إلى القاهرة، فأنشأ فيها مكتبة أسماها «مكتبة الخانجي»، وسافر إلى العراق والآستانة (إسطنبول) باحثاً عن المخطوطات النادرة لشرائها والمتاجرة بها، وأطلق اسمه على إحدى قاعات جامعة برلين، وهو من نشر شرح شواهد المغني للسيوطي، بتصحيحات محمد الأمين الشنقيطي.

### نسبه
هو محمد أمين بن عبد العزيز بن إبراهيم جلبي بن فخر الأشراف، عبيد الله جلبي، الخانجي، الحسيني، المتصل نسبه إلى عبيد الله بن موسى الكاظم بن جعفر الصادق بن محمد الباقر بن علي زين العابدين بن الحسين بن علي بن أبي طالب الهاشمي القرشي.

### وفاته
توفي في القاهرة عام 1939، تاركًا خلفه العديد من نفائس الكتب.

## مؤلفاته
1. أعلام الكلام
2. الجزء الأول [- الثاني] من كتاب العمدة في صناعة الشعر ونقده
3. اللزوميات: لشاعر الفلاسفة و فيلسوف الشعراء ابي العلاء المعري
4. المحاسن والأضداد: تأليف أبي عثمان عمرو بن بحر الجاحظ البصري
5. بدائع الخيال: قصص منتخبة
6. دراسات عربية وإسلامية: مهداة إلى اديب العربية الكبير أبو فهر محمود محمد شاكر بمناسبة بلوغة السبعين
7. ذيل زهر الآداب أو جمع الجواهر في الملح والنوادر
8. سوانح الاميرة
9. شهيرات النساء في العالم الإسلامي
10. صيد الخاطر
11. عصمت باشا: خطبه وأقواله السياسية والاجتماعية 1920-1933
12. كتاب الأداب
13. كتاب الصناعتين: الكتابة والشعر
14. كتاب المعمرين من العرب وطرف من اخبارهم وما قالوه في منتهى أعمارهم
15. كتاب الناسخ والمنسوخ في القرآن الكريم
16. كتاب أخبار العلماء بأخبار الحكماء
17. كتاب بغية الوعاة في طبقات اللغويين والنحاه
18. كتاب تفريج المهج بتلويح الفرج: الجامع للكتب الثلاثة
19. كتاب روضة العلماء ونزهة الفصلاء
20. كتاب فاتحة العلوم، ويليه خلاصة المفهوم في تخريج أحاديث فاتحة العلوم
21. كتاب همع الهوامع: شرح جمع الجوامع في علم العربية
22. لزوم ما لا يلزم
23. مذكرات الغازي مصطفى كمال باشا
24. مطالعات و اراء حول مؤتمر الموسيقى العربية
25. منجم العمران في المستدرك على معجم البلدان.[4]
26. مناقب الإمام أحمد بن حنبل
27. نقد العلم والعلماء: أو تلبيس إبليس.